# Ондржей Михалик
Ондржей Михалик (чеськ. Ondřej Mihálik, нар. 2 квітня 1997, Яблонець-над-Нисою) — чеський футболіст, нападник клубу «Градець-Кралове». Виступав також за низку чеських і закордонних клубів.

## Клубна кар'єра
Ондржей Михалик народився 1997 року в місті Яблонець-над-Нисою, та є вихованцем футбольної школи клубу «Яблонець». У 2015 році футболіст розпочав виступи в основній команді клубу, в якій того року взяв участь у 4 матчах чемпіонату. У 2015 році керівництво клубу віддало гравця в оренду до клубу «Граффін» (Влашим), і ще в цьому ж році він повернувся до «Яблонця», де грав до 2018 року.
У 2018 році Михалик перейшов до нідерландського клубу АЗ, у складі якого грав до 2019 року, проте більше ігрового часу проводив у молодіжній команді клубу «Йонг АЗ».
У 2019 футболіст повернувся на батьківщину, де став гравцем команд «Вікторія» (Пльзень). У 2021 році Михалик перейшов до клубу «Динамо» (Чеські Будейовиці), в якому грав до 2022 року. У 2022—2024 роках футболіст грав у складі клубу «Словацко». З 2024 року Михалик грає в складі клубу «Градець-Кралове».

## Виступи за збірні
У 2012 році Ондржей Михалик дебютував у складі юнацької збірної Чехії, загалом на юнацькому рівні взяв участь у 52 іграх, відзначившись 16 забитими голами.
У 2017 році Михалик грав у складі молодіжної збірної Чехії, за яку зіграв у 7 офіційних матчах, забив 1 гол.